# Batalla de Corbione
La batalla de Corbione va ser un conflicte militar ocorregut al 446 aC. El general romà Quint Capitolí Barbat va liderar les seves tropes a la victòria contra les tribus dels eques i dels volscs, pertanyents al nord-est i sud del Laci, respectivament. Els romans ja havien derrotat als eques a la batalla del Mont Algidus, de manera que la batalla de Corbione va marcar definitivament el domini de Roma sobre aquesta tribu.

## Antecedents
Després del parèntesi que havia suposat l'etapa dels Decemvir, en la que l'exèrcit no va lluitar o ho va fer de mala gana, els cònsols Luci Valeri Potit i Marc Horaci Barbat van reprendre sèrie de victòries de les legions. Les diferents faccions polítiques dividien la societat romana, amb enfrontaments continus entre els poders legislatiu i executiu, però com els veïns volscs i eques no van atacar la ciutat durant dos anys, la ciutat va poder recuperar-se econòmicament i recuperar les bones formes socials
El 446 aC es van reprendre les hostilitats, quan volscs i eques van veure que Roma ja no era el bloc de pacte social que dominava el territori i l'ocasió era perfecta per desfer-se d'un veí tan fort i capaç d'utilitzar la seva força militar. Les dues nacions es van reunir els seus exèrcits i van trencar la pau i saquejar dels voltants de Roma més propers a la Porta Esquilina. Els romans, enfrontats entre si, no van sortir contra ells i els atacants van arribar fins a les portes de la ciutat prenent el bestiar i aquarterant a Corbione.
Finalment el cònsol Quint Capitolí Barbat va decidir fer un discurs llarg i sincer estigmatitzant les divisions internes, les contínues demandes de reforma, la secessió de l'Aventí, les pèrdues econòmiques dels atacs enemics en els camps romans, mentre l'enemic estava parat en el camp de batalla. La ciutat sencera va respondre, fins i tot els habituals reticents prendre les armes.

## Batalla
L'endemà del discurs es va presentar tothom i en poques hores les legions es van formar. Al capdavant de cada cohort es van col·locar dos senadors, i es van afegir algunes cohorts de voluntaris veterans, i l'exèrcit romà va marxar a deu milles de Roma durant la nit, i l'endemà els romans van fer campament a Corbione, proper al dels seus oponents. L'endemà va ser la batalla.
Quint Capitolí Barbat comandà les tropes i mentre l'ala esquerra la comandava Agripa Furi Medul·lí, l'altre consol, Agripa va dirigir la dreta, Espuri Postumi Albe el centre, i Servi Sulpici Camerí la cavalleria.
Va començar l'atac, l'ala dreta, vigilada pel comandant en cap, va lluitar amb més vigor que la resta de la infanteria, i mentre la cavalleria de Servi Sulpici va aconseguir trencar les línies enemigues, en comptes de tornar a les files va preferir atacar els enemics pel darrere, però la cavalleria de volscs i eques, i per evitar ser envoltat, es va veure obligat a maniobrar per espantar els oponents, matant tants homes i cavalls com fos possible. Sulpici va enviar missatgers als cònsols per informar-los que es podia atacar l'enemic per l'esquena.
Volscs i eques, que retrocedien, van veure com augmentava l'atac i desmoralitzats. L'ala al comandament de Quint Capitolí Barbat va començar a fer retrocedir l'ala enemiga corresponent mentre Agripa tenia més dificultats, i veient que els altres obtenien millors resultats, es va veure obligat a agafar alguns estàndards i llançar-los a l'enemic, per fer que l'honor dels soldats romans els obligués a recuperar-los, i volscs i eques van començar a retrocedir. Quint Capitolí Barbat, que estava dispersant seus rivals, va veure que tot l'exèrcit romà podia entrar al camp enemic i robar el botí i els dos cònsols junts, aclaparats pels pocs defensors del campament, van tornar a Roma, fins i tot abans que els romans saquegessin el campament.